# Aegolipton fimbriatum
Aegolipton fimbriatum es una especie de escarabajo longicornio perteneciente al género Aegolipton, categorizada en la tribu Aegosomatini, de la subfamilia Prioninae.

Fue descrita por Lansberge en 1884. La especie es aceptada y aparece registrada en una sección de la publicación Catalogue des Prionides de l’Archipel Indo-Néerlandais, avec descriptions des espèces nouvelles. Notes from the Leyden Museum 6 (3): 135–160 de 1884.
Mide aproximadamente 30-50 mm de longitud, con una medida estándar de 47 mm. Un ejemplar de esta especie se exhibe en el Museum and Institute of Zoology of the Polish Academy of Sciences, en Polonia.

## Distribución
Se distribuye por Asia, en Malasia e Indonesia, en las islas de Java, Sumatra y Borneo.